# .mv
.mv è il dominio di primo livello nazionale assegnato alle Maldive.